# Therapie und Praxis
Therapie und Praxis ist ein deutscher Fernsehfilm von René Heisig aus dem Jahr 2002, der im Auftrag für Das Erste produziert wurde. Die Hauptrollen spielen Thomas Heinze, Ann-Kathrin Kramer, Nina Kronjäger und Herbert Knaup.

## Handlung
Gesprächstherapeut Roland Arnsberg hat mit seinem Beruf seine Leidenschaft gefunden und war der festen Meinung mit seiner Arbeitskollegin Chris seit sechs Jahren eine gute Beziehung zu führen. Doch als Chris ihm überraschend das Gegenteil vermittelt und sich beschwert, dass er sie kaum noch wahrnehmen würde und alles nur noch Gewohnheit wäre, trennt sich das Paar. Noch während Roland darüber nachdenkt, das ausgerechnet ihm als Therapeuten, der sich auf seine Kenntnis der menschlichen Psyche einiges eingebildet hatte, privat solche „Fehler“ passieren, springt ihn ein Hund von hinten an und er fällt ins Wasser. Die Hundebesitzerin springt mutig hinterher, erntet aber nur Undank.
Rolands Vater bemerkt schnell, dass sein Sohn etwas Zuspruch braucht, um diese Lebenskrise zu überstehen und schenkt ihm seine Konzertkarten, da er selber verhindert ist. Zufällig trifft Roland beim Konzert die Hundebesitzerin wieder, der sie diesmal durch seine, für Männer ungewöhnliche,  Sentimentalität beeindruckt. Schon die nächste Woche treffen sie sich wieder und im Gespräch stellt Roland fest, dass seine neue Bekannte die Frau eines seiner Patienten ist, der sich derzeit wegen seiner Eheprobleme bei ihm in Behandlung befindet. Er hat vor die Affäre zu beenden, bevor sie richtig begonnen hat, aber Regine Meier überrumpelt ihn.
Roland weiß, dass es ihn seine Zulassung kosten kann, wenn er sich mit der Frau eines Patienten einlässt, drum will er der Einfachheit halber die Therapie bei Bernhard Meier beenden, bzw. ihn an einen Kollegen weiterreichen. Meier scheint zunächst nur enttäuscht, doch Roland muss feststellen, dass der Mann so sehr auf ihn als Therapeuten fixiert ist, dass er ihn nicht loslassen kann. So steckt er nun weiter in einer Zwickmühle und sucht bei seiner Exfreundin Rat. Doch auch sie rät ihm nur, das Ganze zu beenden, was ihm aber nicht gelingt. So redet tagsüber Bernhard Meier mit Roland über seine Eheprobleme, was ihn zu diversen Frauengeschichten getrieben hat und nachts trifft sich Roland mit Regine Meier. In den Sitzungen erfährt Roland, dass sich Meiers Frau in letzter Zeit irgendwie verändert hätte und er das Gefühl hat, dass es da einen anderen Mann gäbe, weshalb er seine Frau beschatten will. Das macht das Ganze nun für Roland kompliziert und er muss sich so einiges einfallen lassen, damit keiner von beiden etwas von seinem „Doppelspiel“ mitbekommt. Die Situation spitzt sich zu, als Bernhard Meier darauf besteht, seine Frau zur nächsten Sitzung mitzubringen. In der Folge erfahren nun beide die Wahrheit, versöhnen sich aber am Ende.
Da Roland sich regelmäßig noch immer mit Chris trifft, stellen beide fest, dass sie sich doch noch nicht so ganz egal sind. Allerdings gelingt es ihnen noch nicht, sich dieses einzugestehen. Roland stürzt sich in seine Arbeit, ertappt sich aber immer öfter dabei, dass er bei den Therapiegespächen geistig oft abwesend ist. So entschließt er sich seine Praxis aufzulösen und für ein Jahr zu pausieren, um zu sich selbst zu finden. Chris hat schon länger einen neuen Freund und ist gerade dabei mit ihm zusammenzuziehen. Roland hilft ihr sogar beim Möbeltragen und wieder merken sie, dass sie sich immer noch mögen. Beide warten aber, bis es fast zu spät ist, denn Roland wäre beinahe abgereist, um seine Auszeit anzutreten. Erst im letzten Moment eilt Chris ihm nach.

## Hintergrund
Therapie und Praxis wurde in München und Umgebung gedreht. Produziert wurde der Film von der Hager Moss Film GmbH.

## Kritik
Die Kritiker der Fernsehzeitschrift TV Spielfilm zeigten für das Thema „Psychiater Thomas Heinze hat mit der Frau eines Patienten Sex…“ mit dem Daumen zur Seite und vergaben nur für Humor und Spannung je einen von drei möglichen Punkten.
Kino.de urteilte: „René Heisigs Komödie wird dem originell ausgewählten Titel zu großen Teilen gerecht. Zwar hat Heisig mit seiner Inszenierung das Genre-Sorgenkind im deutschen Fernsehen nicht neu erfunden, sorgt aber mit einigen gelungenen Einfällen […] für kurzweilige Unterhaltung. Die zentrale Figur des Beziehungsgeflechts als Therapeuten anzulegen, gibt Raum für einige originelle Kniffe. Auch an Stellen, an denen die Geschichte vorhersehbar wird, verliert der Film dank des wunderbar aufeinander abgestimmten Dreigestirns Heinze/Kramer/Knaup nie an Drive.“